# Nerine marincowitzii
Nerine marincowitzii är en amaryllisväxtart som beskrevs av Deirdré Anne Snijman. Nerine marincowitzii ingår i släktet Nerine och familjen amaryllisväxter. Inga underarter finns listade i Catalogue of Life.